# Črtkani košek
Črtkani košek (znanstveno ime Cyathus striatus) je gliva iz rodu koškov (Cyathus).

## Značilnosti
Košek ali peridij je običajno visok od 7 do 10 mm in širok od 6 do 8 mm. Oblika je podobna vazi ali obrnjenemu stožcu. Zunanja površina je sivkasto rjave do temno rjave barve in ima kosmato strukturo, pri čemer so dlake večinoma usmerjene navzdol. Notranja površina je progasta ali žlebasta in sijoča. Mladi osebki imajo pokrov, tanko membrano, ki prekriva odprtino koška. Na začetku je pokrovček poraščen tako kot preostala zunanja površina, vendar se dlake kasneje obrabijo in pustijo za seboj tanko belo površino. Ko peridij zori in se širi, se ta membrana zlomi in odpade, pri čemer se razkrijejo peridiole v notranjosti. Na podlago je pritrjen z množico tesno povezanih hif.
Peridiole v košku spominjajo na jajčka v gnezdu in so diskaste oblike in bele barve. Velike od 1,5 - 2mm. Vsebujejo trose, ki se razširjajo s pomočjo dežnih kapelj, ki ob padcu v košek izrinejo peridiole.

## Razširjenost in življenjski prostor
Je gniloživka in uspeva na razpadajočih listih in lesu.

## Mikroskopske značilnosti
Trosni prah je bel. Trosi so elipsasti in merijo 18−22 × 10 µm.
Celice na katerih nastajajo trosi (bazidiji), so kijaste oblike z dolgimi peclji. Običajno imajo po 4 trose, ki so pritrjeni neposredno na površino bazidija, namesto s kratkim pecljem (sterigmata), kot je bolj običajno pri prostotrosnicah. Med razvojem se trosi ločijo od bazidija, ko le ta propade skupaj z drugimi celicami, ki obdajajo notranje stene peridiola. Trosi se po ločitvi nekoliko povečajo.

## Podobne vrste
- navadni lonček (Crucubulum laeve) ima gladko notranjost in rumen zunanji ovoj.
- gladki košek (Cyathus olla) ima gladko notranjost in rjav zunanji ovoj brez dlačic.
- govnov košek (Cyathus stercoreus) raste na živalskem gnoju.[7]

## Uporabnost
Neužitna.
Črtkani koški so bogat vir bioaktivnih kemičnih spojin. Proizvaja spojine s strukturo indolnega obroča, kot tudi kompleks diterpenoidnih antibiotičnih spojin. Te učinkovine so poimenovane striatini po znanstvenemu vrstnemu imenu črtkanih koškov (striatus). Delujejo antibiotično proti nepopolnim glivam ter raznim bakterijam.

## Galerija slik
- Mladi koški
- Koški v različnih razvojnih fazah